# 涅米利尼亞
50°26′45″N 27°46′5″E / 50.44583°N 27.76806°E
涅米利尼亞（烏克蘭語：Немильня），是烏克蘭北部的村莊，隸屬日托米爾州的茲維亞赫爾區。該村始建於1691年，面積2.72平方公里，海拔高度207米，2001年人口515，人口密度每平方公里189.13人。